# Emilio de Villota
Emilio de Villota, född 26 juli 1946 i Madrid, är en spansk racerförare.

## Racingkarriär
de Villota debuterade i formel 1 för RAM i Spanien 1976 men han kvalificerade sig inte till loppet. De två följande säsongerna tävlade han i eget namn och lyckades då som bäst kvalificera till två lopp, i vilka han kom på trettonde och sjuttonde plats.  Säsongen 1982 körde han för March men han kvalade aldrig in och efter fem lopp var de Villotas F1-karriär över.

## F1-karriär
| Säsong | Stall/Tillverkare                 | Poäng | Placering |
| ------ | --------------------------------- | ----- | --------- |
| 1976   | RAM (Brabham-Ford)                | 0     | –         |
| 1977   | Emilio de Villota (McLaren-Ford)  | 0     | –         |
| 1978   | Emilio de Villota (McLaren-Ford)  | 0     | –         |
| 1981   | Emilio de Villota (Williams-Ford) | 0     | –         |
| 1982   | March-Ford                        | 0     | –         |